# Station Snartemo
Station Snartemo is een spoorwegstation in het dorp Snartemo in de gemeente Hægebostad in het zuiden van Noorwegen. Het station, aan Sørlandsbanen, werd geopend in 1943. 